# APACHE II
APACHE II es el acrónimo en inglés de «Acute Physiology And Chronic Health Evaluation II», es un sistema de clasificación de severidad o gravedad de enfermedades (Knaus et al., 1985), uno de varios sistemas de puntuación (scoring) usado en las unidades de cuidados intensivos (UCI). Este es aplicado dentro de las 24 horas de admisión del paciente a una UCI: un valor entero de 0 a 67 es calculado basado en varias medidas; A mayores scores o puntuación, le corresponden enfermedades más severas y un mayor riesgo de muerte.

## Aplicaciones
APACHE II fue diseñado para evaluar la función del páncreas con una enfermedad del mismo,  medida  en  pacientes adultos admitidos a la Unidad de Cuidados Intensivos. El límite inferior no está claramente especificado en el artículo original, pero un límite aceptable es usar Apache II solamente para pacientes mayores de 15 años, edad en la cual los valores usados en los cálculos son similares a los de un adulto (Práctica profesional habitual) -Véase APACHE III Prognostic System, Knaus et al, párrafo "Patient Selection", página 1620 -.
Este sistema de puntuación es usado de muchas maneras:
- Algunos procedimientos y algunas medicinas solamente son dados a pacientes con un cierto score de Apache II.
- El score APACHE II puede ser usado para describir la morbilidad de un paciente cuando se comparan los resultados con otros pacientes.
- Las mortalidades predichas son promediadas para grupos de pacientes a fin de obtener la morbilidad del grupo.

El poder tener idea acerca del pronóstico de un paciente en UCI con una enfermedad dada, permite hacer un mejor manejo de los recursos utilizados y elaborar mejores planes de contingencia costo-efectivos.
A pesar de que los nuevos sistemas de puntuación, como SAPS II, han reemplazado a APACHE II en muchos lugares, APACHE II continúa siendo usado extensamente debido a que hay mucha documentación que está basada en este.

## Cálculos
El puntaje del score es calculado con 12 de las 34 mediciones fisiológicas del Acute Physiology Score (APS): 
| 1. Temperatura del cuerpo 2. Presión arterial media (PAM) 3. Frecuencia cardíaca 4. Frecuencia respiratoria 5. Oxigenación 6. pH arterial | 1. Sodio plasmático (Na) 2. Potasio plásmatico (K) 3. Creatinina 4. Hematocrito 5. Recuento de Leucocitos 6. Escala de Coma de Glasgow (GCS) |

El método de cálculo está optimizado para cálculos sobre papel al usar valores enteros y reduciendo el número de opciones así estos datos caben en una única hoja de papel.

El puntaje resultante debería siempre ser interpretado en relación con la enfermedad del paciente.
El score no es recalculado durante la estadía del paciente -es por definición un score de admisión-. Si un paciente es dado de alta de la UCI y luego readmitido un nuevo score de APACHE II es calculado.
El apéndice del documento (ver referencias) que describe el score APACHE II, intenta describir como calcular una tasa de muerte predicha para un paciente. Con el fin de mejorar la exactitud de este cálculo de mortalidad predicha, el diagnóstico principal que motivó el ingreso en la UCI fue añadido como una categoría de peso: la mortalidad predicha es calculada sobre la base del score APACHE II del paciente y su principal diagnóstico en la admisión. 

| Preoperatorio programado       | 2 |
| Preoperatorio urgente o médico | 5 |

| ≤ 44  | 0 |
| 45-54 | 2 |
| 55-64 | 3 |
| 65-74 | 5 |
| ≥75   | 6 |

| Puntos APS (A) | Puntos GCS (B) | Puntos edad (C) | Puntos enf. previa (D) |
|                |                |                 |                        |

| Total de puntos APACHE II A+B+C+D = | _________ |

Nota *: la puntuación de creatinina se deberá multiplicar por 2 en el caso de fallo renal agudo

## APACHE III
Un método para calcular un score refinado, conocido como APACHE III fue publicado en 1991. El score fue validado con un conjunto de datos de 17.440 adultos de las Unidades de Terapia (UTI/UCI) Intensiva médico /quirúrgicas en las admisiones a 40 hospitales de los Estados Unidos (USA). 

El sistema de pronóstico de APACHE III consiste de 2 opciones:

### 1. Un score APACHE III
Que puede proveer una estratificación del riesgo inicial para pacientes hospitalizados gravemente enfermos, dentro de grupo de pacientes independientemente definidos.j

### 2. Una ecuación predictiva APACHE III
La cual usa el score APACHE III y datos de referencia de las principales categorías de enfermedades (utiliza 212 categorías) y el lugar de tratamiento (emergencia/guardia, recuperación, hospital, quirófano; readmisión a UCI; o transferencia desde otra UCI u otro hospital, etc) inmediatamente antes de su ingreso en la UCI para obtener el riesgo estimado de la mortalidad hospitalaria para los distintos pacientes de la UCI.
Utiliza 20 variables fisiológicas para medir la gravedad de la enfermedad.
El rango del score de APACHE III va desde 0 a 299.